# Bay Parkway (stacja metra na Sea Beach Line)
Bay Parkway – stacja metra nowojorskiego, na linii N. Znajduje się w dzielnicy Brooklyn, w Nowym Jorku i zlokalizowana jest pomiędzy stacjami 20th Avenue i  Kings Highway. Została otwarta 22 czerwca 1915.